# Église Santa Maria a Sicola
L'église Santa Maria a Sicola est une ancienne église du centre historique de Naples dans le rione de Forcella.

## Histoire
C'est en 1275 que Pietro Leone Sicola, gentilhomme faisant partie des édiles de Forcella et chancelier (grand protonotaire) de Charles d'Anjou, fait construire dans le quartier de la Vicaria Vecchia un couvent féminin (servant de maison d'accueil pour orphelines ou fillettes de familles nécessiteuses) avec une petite église annexe. Par la suite, l'institution est directement financée par la famille royale en remerciement d'une guérison considérée comme miraculeuse du roi Ladislas Ier. L'église est un des lieux de culte préférés de la dynastie angevine. Giovanni Pietro Carafa (futur Paul IV) en fut le recteur dans sa jeunesse.
Le couvent déménage en 1622 dans le rione de la Sanità où il s'installe dans le nouveau couvent Santa Maria Antesæcula.
En 1824, la petite église est confiée à la confrérie de San Nicodemo dei Paratori qui la décorent de manière pompeuse. Les fresques se perdent dans le courant du XXe siècle; on remarque une plaque commémorant la consécration de l'église par un pape du nom de Clément. 
Le mobilier de l'église a été transféré ailleurs; son état s'est délabré. Elle sert aujourd'hui de lieu de dépôt et d'atelier.

## Source de la traduction
- (it) Cet article est partiellement ou en totalité issu de l’article de Wikipédia en italien intitulé « Chiesa di Santa Maria a Sicola » (voir la liste des auteurs).